# Baranowo (gmina)
Baranowo – gmina wiejska w województwie mazowieckim, w powiecie ostrołęckim. W latach 1975–1998 gmina położona była w województwie ostrołęckim.
Siedziba władz gminy to Baranowo.
Według danych z 30 czerwca 2004 gminę zamieszkiwało 6771 osób. Natomiast według danych z 31 grudnia 2019 roku gminę zamieszkiwało 6496 osób.

## Struktura powierzchni
Według danych z roku 2002 gmina Baranowo ma obszar 198,19 km², w tym:
- użytki rolne: 63%
- użytki leśne: 29%

Gmina stanowi 9,44% powierzchni powiatu.

## Demografia

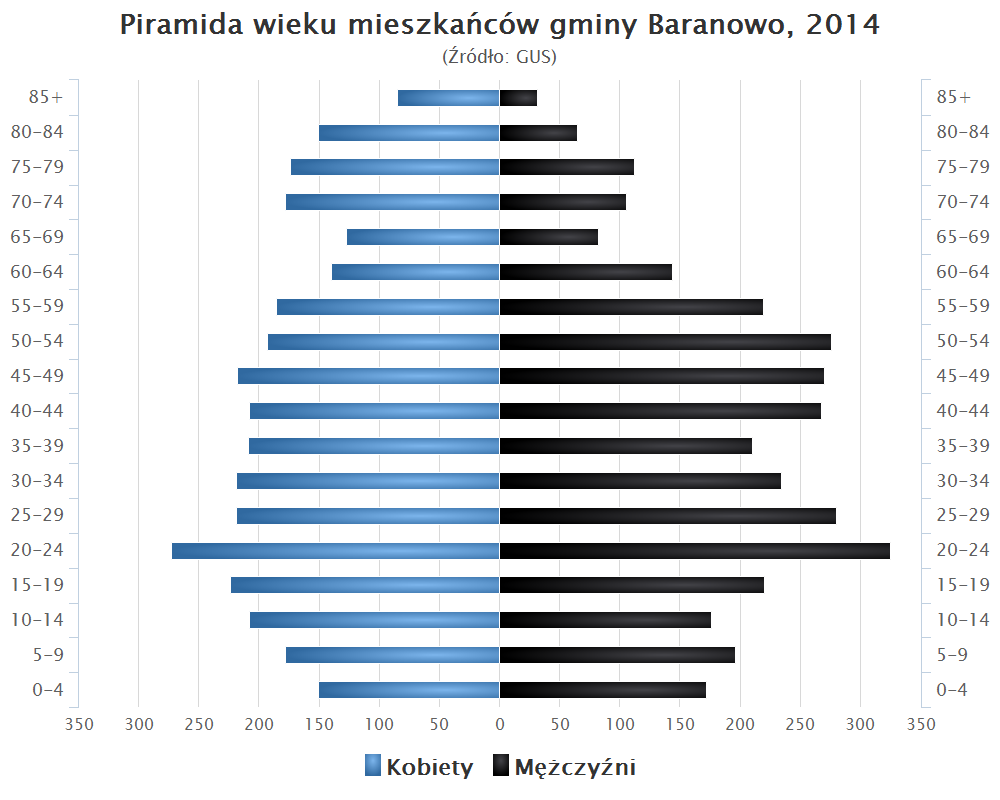
Piramida wieku mieszkańców gminy Baranowo w 2014 roku

Dane z 30 czerwca 2004:
| Opis                              | Ogółem | Ogółem | Kobiety | Kobiety | Mężczyźni | Mężczyźni |
| --------------------------------- | ------ | ------ | ------- | ------- | --------- | --------- |
| jednostka                         | osób   | %      | osób    | %       | osób      | %         |
| populacja                         | 6771   | 100    | 3369    | 49,8    | 3402      | 50,2      |
| gęstość zaludnienia (mieszk./km²) | 34,2   | 34,2   | 17      | 17      | 17,2      | 17,2      |

## Sołectwa
Adamczycha, Bakuła, Baranowo, Błędowo, Brodowe Łąki, Budne-Sowięta, Cierpięta, Czarnotrzew, Czerwińskie, Dąbrowa, Dłutówka, Gaczyska, Guzowatka, Jastrząbka, Kopaczyska, Kucieje, Lipowy Las, Majdan, Majk, Oborczyska, Orzoł, Orzołek, Ramiona, Rupin, Rycica, Witowy Most, Wola Błędowska, Zawady, Ziomek.

## Miejscowości niesołeckie
Wsie: Glinki, Kalisko, Ostrówek, kolonia Grabownica, przysiółki Olkowa Kępa i Zimna Woda, osady leśne Seborki i Toporek oraz osada Gutocha

## Sąsiednie gminy
Chorzele, Czarnia, Jednorożec, Kadzidło, Krasnosielc, Lelis, Myszyniec, Olszewo-Borki,